# I am/innocence
「I am/innocence」（アイ・アム/イノセンス）は、2001年10月24日に発売されたhitomiの22枚目のシングル。

## 概要
- 初の両A面シングル。「I am」はテレビアニメ『犬夜叉』のオープニングテーマとして使用され、本人初のアニメソングとなった。アニメで使用されたバージョンではヴォーカル・アレンジ共に若干の違いがある。『犬夜叉』のサウンドトラックにTVサイズとしてフルサイズ版と共に収録されている。
- プロモーションビデオでは、「innocence」のみが作られた。
- 本作ジャケットにはhitomiがサルと共に披露し、上記のPVにはチンパンジーと共に出演。

## チャート成績
初週46,790枚を売り上げ、2001年11月5日付オリコン週間シングルランキングで初登場7位を獲得した。チャート登場回数は6回。累計96,010枚のセールスを記録した。

## シングル収録内容
| 全作詞: hitomi、全作曲: 北野正人、全編曲: 渡辺善太郎。 |                             |        |            |      |
| #                                                      | タイトル                    | 作詞   | 作曲・編曲 | 時間 |
| 1.                                                     | 「I am」                    | hitomi | 北野正人   | 4:48 |
| 2.                                                     | 「innocence」               | hitomi | 北野正人   | 5:27 |
| 3.                                                     | 「I am」(w.w.mix)           | hitomi | 北野正人   | 4:56 |
| 4.                                                     | 「I am」(instrumental)      | hitomi | 北野正人   | 4:48 |
| 5.                                                     | 「innocence」(instrumental) | hitomi | 北野正人   | 5:27 |
| 合計時間:                                              | 合計時間:                   | 25:26  |            |      |

## タイアップ
- YTV・NTV系アニメ『犬夜叉』オープニング・テーマ (#1)
- 三菱電機「デジタル・ムーバD503iS HYPER」CMソング (#2)
- CX系『ベルリンマラソン』イメージ・ソング (#2)

## 収録アルバム
| 曲名      | 収録アルバム                                     | 発売日         | 備考                   |
| --------- | ------------------------------------------------ | -------------- | ---------------------- |
| I am      | huma-rhythm                                      | 2002年1月30日  |                        |
| I am      | 犬夜叉 音楽篇 弐                                 | 2002年4月3日   | ショートサイズで収録。 |
| I am      | SELF PORTRAIT                                    | 2002年9月4日   |                        |
| I am      | BEST OF INUYASHA 百花繚乱 -犬夜叉テーマ全集-     | 2003年3月26日  |                        |
| I am      | SINGLE HITS COLLECTION～BEST OF avex anime～GOLD | 2003年12月17日 |                        |
| I am      | peace                                            | 2007年2月5日   |                        |
| I am      | 犬夜叉 ベストソング ヒストリー                   | 2010年3月24日  |                        |
| innocence | huma-rhythm                                      | 2002年1月30日  |                        |
| innocence | SELF PORTRAIT                                    | 2002年9月4日   |                        |
| innocence | peace                                            | 2007年2月5日   |                        |

## 収録ライブ映像
I am
- 『hitomi LIVE TOUR 2002 huma-rhythm』

innocence
- 『hitomi LIVE TOUR 2002 huma-rhythm』
- 『hitomi 2005 10TH ANNIVERSARY LIVE THANK YOU』